# Nielsen VideoScan
Nielsen VideoScan é uma parceria formada entre as empresas VideoScan e ACNielsen, ambos de propriedade da The Nielsen Company. Nielsen VideoScan fornece os dados de vendas detalhados no ponto-de-venda de fitas cassetes, VHS, DVDs, HD DVDs e Blu-ray. Os dados são coletados a partir de pontos de distribuição de VHS e DVD, como lojas de varejo, nos Estados Unidos e Canadá, entre outros.